# Vieux-Bourg

Vieux-Bourg este o comună în departamentul Calvados, Franța. În 1 ianuarie 2022 avea o populație de 91 de locuitori.